# Murad II.
Murad II. (1404 – 3. února 1451 Adrianopol) byl osmanský sultán panující v letech 1421 až 1451 (mimo let 1444 až 1446). Byl syn sultána Mehmeda I. a Emine Hatun, na trůn nastoupil po otcově smrti. Období jeho vlády bylo ve znamení vleklých konfliktů s křesťany na Balkáně a tureckými emiráty v Anatolii, konflikt trval 25 let. Byl vychován v Amasyi.
Byzantinci povzbuzeni Mustafou Çelebim (známým jako Düzmece Mustafa) se pokoušeli rozpoutat občanskou válku a sesadit z trůnu mladého sultána. Mustafa porazil Muradovu armádu a prohlásil se za sultána Adrianopole (dnes město Edirne). Osmanská armáda Mustafu dostihla v Ulubatě, nedaleko Bursy, a popravila ho. Potom Murad v roce 1421 zformoval novou armádu nazývanou Azeb a postupoval skrz Byzanc. Obléhal hlavní město Konstantinopol. Při obléhání Byzantinci, ve spojenectví se samostatnými tureckými anatolskymi státy, poslali sultánova mladšího bratra Mustafu (který měl jen 13 let) proti sultánovi obléhat Bursu. Murad se musel vzdát Konstantinopole a pustil se za svým odbojným bratrem. Prince Mustafu zajal a popravil. Anatolské státy, které proti němu stále brojily (Aydin, Germian, Mentese a Teke) anektoval, staly se součástí Osmanské říše.

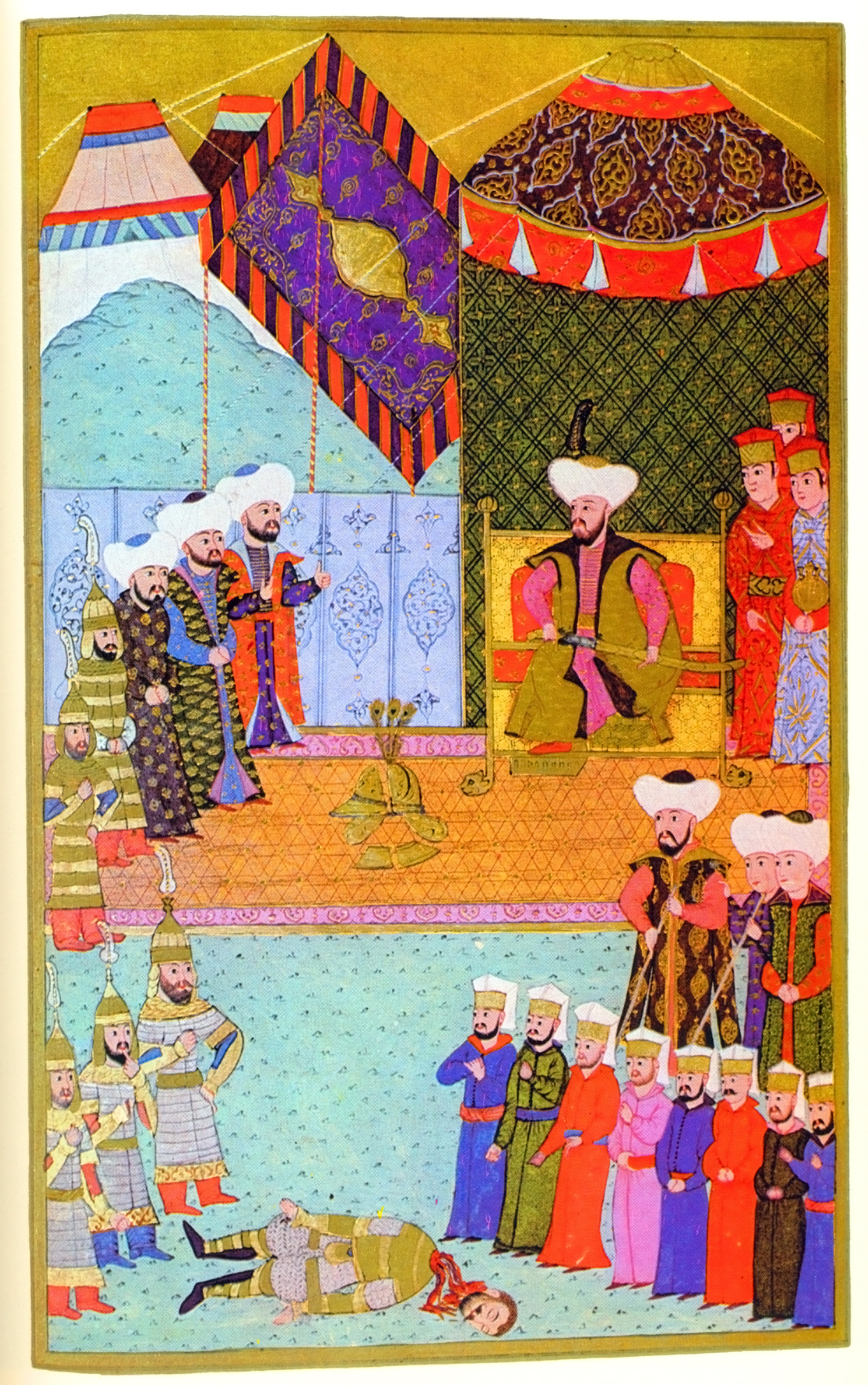
Murad II. s mrtvým polským králem Vladislavem III.

Potom Murad vstoupil do války proti Benátkam, Karamanidskému emirátu, Srbsku a Uhersku. V dalších letech se Murad zmocnil obrovského území na Balkáně a v roce 1439 anektoval Srbsko. V roce 1441 se Svatá říše římská, Polsko a Albánie připojily k srbsko-uherské koalici. Murad v roce 1444 vyhrál bitvu u Varny proti spojeneckým vojskům pod vedením polského krále Vladislava III. a Jána Hunyadiho, ale prohrál bitvu u Jalovazi a byl nucen abdikovat.
V 1446 se znova ujal moci a janičáři pod jeho vedením porazili křesťanskou koalici v třetí bitvě na Kosovu poli (první se konala v roce 1389). Když stabilizoval Balkán, obrátil se na východ, porazil Timurova syna šacha Rokhu, Karamanidské emiráty a Çorum-Amasya.
Zemřel v roce 1451 v Adrianopoli. Pochován je v Burse.

## Manželky, konkubíny a potomstvo

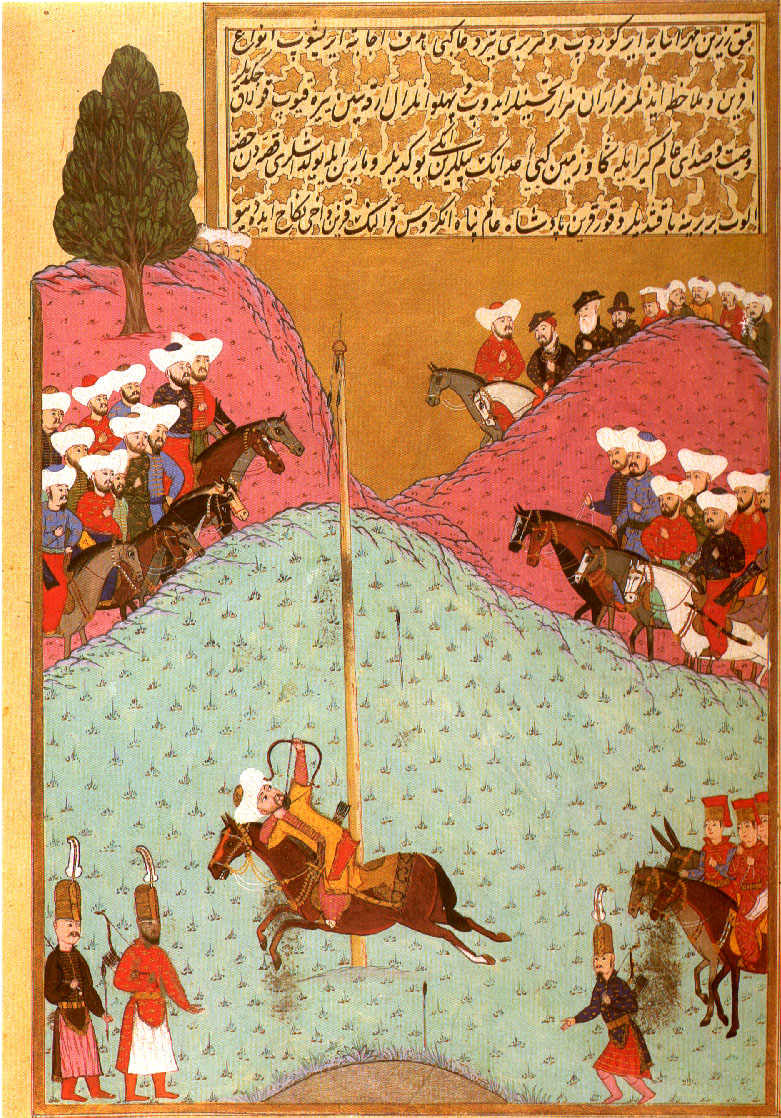
Murad během výcviku lukostřelby

Murad měl čtyři manželky, které jsou nám známy:
- Yeni Hatun
- Hatice Halime Hatun
- Hüma Hatun
- Despina Hatun

Jestli měl potomky s konkubínou Yeni se neví.
S konkubínou Hatice Halime měl dva syny:
- Küçük Şehzade Ahmed (alias Yusuf Adil Šáh)
- Şehzade Alaeddin Ali
- Hasan Çelebi

S konkubínou Hümou měl syna, budoucího sultána Mehmeda II. Kromě něj s ní měl dceru Fatmu Sultan.
S konkubínou Despinou děti neměl.
Ostatní potomstvo
Synové
- Ahmed Çelebi
- Alaeddin Ali Çelebi
- Orhan Çelebi

Dcery
- Erhundu Sultan
- Şehzade Sultan
- Hatice Sultan